# Oglasa separata
Oglasa separata är en fjärilsart som beskrevs av Walker 1865. Oglasa separata ingår i släktet Oglasa och familjen nattflyn. Inga underarter finns listade i Catalogue of Life.